# Thomas Kleine
Thomas Kleine (ur. 28 grudnia 1977 w Wermelskirchen) – niemiecki piłkarz występujący na pozycji obrońcy. Zawodnik klubu SpVgg Greuther Fürth.

## Kariera
Kleine jest wychowankiem klubu SV 09/35 Wermelskirchen, gdzie grał jako junioe. W 1998 roku trafił do rezerw Bayeru 04 Leverkusen. W 2001 roku został włączony do jego pierwszej drużyny grającej w Bundeslidze. W tych rozgrywkach zadebiutował 19 grudnia 2001 roku w przegranym 1:3 meczu z VfL Wolfsburg. W 2002 roku wywalczył z zespołem wicemistrzostwo Niemiec. Dotarł z nim także do finału Pucharu Niemiec, w którym Bayer uległ 2:4 ekipie FC Schalke 04. Z klubem Wystąpił także finale Ligi Mistrzów, gdzie Bayer został pokonany przez Real Madryt. Przez 5 lat w Bayerze Kleine rozegrał tam 10 ligowych spotkań.
W 2003 roku Kleine odszedł do SpVgg Greuther Fürth z 2. Bundesligi. Spędził tam 4 lata, w ciągu których zagrał tam w 131 ligowych meczach i strzelił 13 goli. Latem 2007 na zasadzie wolnego transferu trafił do pierwszoligowego Hannoveru 96. Pierwszy ligowy mecz zaliczył tam 11 sierpnia 2007 roku przeciwko Hamburgerowi SV (0:1). 14 grudnia 2007 roku przegranym 1:5 pojedynku z Energie Cottbus strzelił pierwszego gola w Bundeslidze. W Hannoverze występował przez pół roku.
W styczniu 2008 roku Kleine za 700 tysięcy euro został sprzedany do drugoligowej Borussii Mönchengladbach. W jej barwach zadebiutował 1 lutego 2008 roku w zremisowanym 1:1 ligowym spotkaniu z 1. FC Kaiserslautern. W 2009 roku awansował z zespołem do Bundesligi. W Borussii spędził jeszcze rok.
W 2010 roku Kleine ponownie został graczem drugoligowego SpVgg Greuther Fürth.